# Nicetas de Maroneia
Nicetas de Maroneia era um cartofílax (um arquivista e chanceler) da Igreja Ortodoxa de Constantinopla, que posteriormente serviu como arcebispo de Tessalônica, provavelmente em algum ponto da primeira metade do século XII.

## Vida e obras
De seus "Diálogos sobre a Processão do Espírito Santo", em seis volumes, o primeiro foi editado por J. Hergenröther e publicado na Patrologia Graeca de Migne (volume CXXXIX, cols. 169-202), juntamente com trechos dos outros cinco livros (cols. 201-222). Uma edição dos livros dois, três e quatro, com uma tradução para o latim, foi feita por Nicholas Festa e publicada numa série de artigos no períodico Bessarione entre os anos de 1912 e 1916. Os livros cinco e seis jamais foram publicados. A obra toda está contida no Codex Vaticanus Graecus 1115.
A importância da obra reside no fato de ser uma tentativa, em grego e por um grego, de tentar relatar de forma acurada e simpática a posição latina sobre um dos assuntos que dividiram a Igreja Católica da Igreja Ortodoxa, a processão do Espírito Santo. O "Grego" no "Diálogo" de Nicetas termina reconhecendo que o ponto de vista do "Latino" é ortodoxo, mas ele ainda assim insiste que o termo ofensivo Filioque precisa ser retirado do credo.